# Amphekepubis johnsoni
L'anfechepube (Amphekepubis johnsoni) è un rettile acquatico estinto, appartenente ai mosasauri. Visse nel Cretaceo superiore (Santoniano, circa 85 milioni di anni fa) e i suoi resti fossili sono stati ritrovati in Messico.

## Descrizione
Questo animale è noto solo per un esemplare incompleto, comprendente parte della pelvi, parte di una zampa posteriore e nove vertebre caudali e pigali. Non è quindi possibile una ricostruzione dettagliata dell'animale, ma si suppone che come tutti i mosasauri fosse dotato di un corpo allungato e di zampe simili a pagaie. Una caratteristica distintiva di Amphekepubis è data dal femore snello e allungato rispetto a quello di altri mosasauri; il pube, inoltre, possedeva un lungo processo sottile nella parte anteriore (da cui il nome Amphekepubis, "pube biforcato"). I processi traversi sulle vertebre pigali risultano molto più lunghi di quelli presenti in Mosasaurus. L'animale intero doveva raggiungere i nove metri di lunghezza.

## Classificazione
I resti di questo animale vennero scoperti da Carlyle D. Johnson negli anni '20 del Novecento, che individuò l'esemplare a circa 40 miglia a est di Monterrey (Nuevo León, Messico). Johnson (a cui è dedicato l'epiteto specifico dell'animale) raccolse tutto quello che poté e consegnò il materiale all'Università del Missouri. L'esatta provenienza quindi non è certa, ma è probabile che sia stato raccolto nella formazione San Felipe, risalente al Santoniano. L'esemplare venne studiato da Mehl, che nel 1930 descrisse un nuovo genere di mosasauro, Amphekepubis. 
A causa di alcune caratteristiche insolitamente primitive (come il femore snello), Amphekepubis è considerato un mosasauro basale, forse più basale di Clidastes, nonostante le notevoli dimensioni.